# Helionides aspis
Helionides aspis är en insektsart som först beskrevs av Irena Dworakowska 1981.  Helionides aspis ingår i släktet Helionides och familjen dvärgstritar.
Artens utbredningsområde är Kamerun. Inga underarter finns listade i Catalogue of Life.